# Живкович, Небойша Йован
Не́бойша Йо́ван Жи́вкович (серб. Небојша Јован Живковић; род. 5 июля 1962, Сремска-Митровица) — сербский композитор и перкуссионист.
Изучал композицию, перкуссию и теорию музыки в Мангейме и Штутгарте. В 1987—1997 гг. преподавал в США. С 2003 г. заведующий кафедрой ударных инструментов в университете Нови-Сада.
В репертуар ведущих перкуссионистов мира (прежде всего, Ивлин Гленни) входят такие произведения Живковича, как первый и второй концерты для маримбы с оркестром, Первый концерт для ударных с оркестром («Концерт безумной королевы», англ. Concerto of the Mad Queen), Quasi una sonata (заказана и исполнена Ивлин Гленни и Эмануэлем Аксом), Концерт для ударных и духового ансамбля «Сказки из центра Земли» (англ. Tales from the Center of the Earth) и др. Живковичу принадлежат также пьесы для юных и начинающих перкуссионистов (альбомы «Весёлая маримба», «Весёлый вибрафон» и т. п.).